# Lola Gjoka
Lola Gjoka z d. Aleksi (ur. 9 maja?/22 maja 1910 w Sewastopolu, zm. 6 października 1985 w Tiranie) – albańska pianistka.

## Życiorys
Pochodziła z rodziny albańskiej, która w przeszłości wyemigrowała z powodów ekonomicznych ze wsi Bulgareci k. Korczy do Rosji. Pierwsze lekcje muzyki pobierała w wieku 6 lat, a jej talent spowodował, że ojciec wysłał ją na lekcje do znanego pianisty Karalovy. W 1932 r. rodzina Aleksi powróciła do Korczy. Tam związała się z grupą znanych artystów działających w mieście, jak Tefta Tashko Koço, Marie Kraja czy Mihal Ciko, akompaniując ich występom wokalnym. W latach 1932–1934 studiowała pianistykę w Konserwatorium w Atenach.
W 1933 wzięła udział w międzynarodowym konkursie pianistycznym w Wiedniu, w którym zdobyła jedną z głównych nagród. Sukces spowodował, że po powrocie do kraju dostała propozycję rozpoczęcia pracy w Instytucie dla Dziewcząt w Tiranie, w którym miała prowadzić lekcje gry na pianinie i zajęcia taneczne. W 1936 r. ukończyła z wyróżnieniem studia w ateńskim konserwatorium.
W okresie okupacji włoskiej kontynuowała występy u boku Tefty Tashko Koço, występując na scenach włoskich. W listopadzie 1944 r. jej koncert fortepianowy uczcił wyzwolenie Tirany spod okupacji niemieckiej. W 1947 r. była jednym z pierwszych pedagogów pracujących w liceum artystycznym "Jordan Misja", przeznaczonym dla młodzieży uzdolnionej artystycznie. W 1951 r. zaczęła równolegle pracę w Filharmonii Państwowej jako koncertmistrz. Przygotowując operę Rusałka Antonína Dvořáka do wystawienia na scenie opracowała stronę muzyczną i tłumaczyła libretto na język albański.
Po powstaniu Konserwatorium w Tiranie w 1961 L.Gjoka znalazła się w pierwszej grupie jej pedagogów. Pracę pedagoga godziła z licznymi koncertami. Występowała nie tylko w Albanii, ale także w Chinach, Bułgarii, Grecji, ZSRR, Rumunii, a nawet na Kubie.
Za swoją działalność artystyczną została wyróżniona tytułami "Zasłużonego Artysty" (alb. Artist i Merituar) oraz "Artysty Ludu" (alb. Artist i Popullit). Imieniem Gjoki nazwano nagrodę przyznawaną w Albanii młodym pianistom. W 2002 ukazała się biografia Loli Gjoki, pióra Hamide Stringi pt. Një jetë mbi tastierë.

## Role filmowe
- 1976: Tinguj lufte jako pianistka
- 1979: Ballë për ballë jako staruszka w domu Zany